# بطولة كرواتيا المفتوحة للتنس
بطولة كرواتيا المفتوحة للتنس هي بطولة تلعب على الأراضي الترابية، وتندرج تحت قائمة بطولات رابطة محترفي كرة المضرب ال250 نقطة. تقام البطولة في مدينة أوماج في كرواتيا.